# Nidhi Goyal
Nidhi Goyal (née le 21 septembre 1985) est une militante indienne nommée membre du groupe consultatif du directeur exécutif de l'ONU Femmes, Goyal est la fondatrice et directrice de l'ONG Rising Flame, basée à Bombay. Elle travaille dans les domaines de la sexualité, du genre, de la santé et des droits des femmes et des filles handicapées. Elle est également la première comédienne aveugle en Inde,,.

## Jeunesse
Goyal est née et a grandi à Bombay. À l'âge de 15 ans, on lui diagnostique un trouble oculaire irréversible, incurable, appelé rétinite pigmentaire, qui lui fait perdre la vue un an plus tard,.
Goyal est impliquée dans les arts de la scène à l'université. Elle commence sa carrière dans les médias avant de se tourner vers un travail fondé sur les droits des personnes handicapées.

## Activisme
Goyal défend les questions relatives à la sexualité et à la santé sexuelle et reproductive, ainsi que les droits des femmes et des filles handicapées,,,,. Elle est nommée au groupe consultatif de la directrice exécutive de l'Entité des Nations unies pour l'égalité des sexes et l'autonomisation des femmes,, siège au conseil consultatif de Voice, un centre d'octroi de subventions du ministère néerlandais et est l'actuelle présidente désignée de l'Association for Women's Rights en développement (AWID). Elle devient la première présidente handicapée de l'association. Elle est aussi membre du groupe de base sur les personnes handicapées et les personnes âgées de la Commission nationale des droits de l'homme en Inde.
Goyal est la directrice du programme sur la sexualité et le handicap chez Point of View, une organisation féministe à but non lucratif basée à Bombay,. L’organisation lance un site Web pour les filles et les femmes handicapées,. Le site est accessible aux malvoyants.
Goyal est la fondatrice et la directrice de Rising Flame, une organisation basée à Bombay fondée en 2017 et qui vise à développer les compétences en leadership et en défense des droits des personnes, en particulier des femmes et des jeunes handicapés,. Rising Flame participe au mouvement #MeToo et à la campagne 'My Tale Too', qui vise à réécrire les récits de films populaires ou de romans avec des personnes handicapées en personnages principaux.
En novembre 2017, elle donne une Conférence TED à l'Université Amity à Noida dans l'Uttar Pradesh.

## Comédie
Goyal est la première comédienne de stand-up indienne ayant une déficience visuelle. Nivedita Menon (en), amie et militante et cinéaste, l'encourage à essayer la comédie,. Elle écrit son premier spectacle en six mois. Goyal est également présente dans le premier épisode de websérie Bad Girls de la comédienne Aditi Mittal,. Dans son spectacle, Goyal parle de sexe, de relations et d'amour au sein de la communauté des personnes handicapées. Elle surjoue des incidents de sa propre vie et utilise la comédie comme un outil d'activisme pour parler de la stigmatisation liée au handicap et à la sexualité. Jusqu'à présent, elle s'est produite dans divers clubs traditionnels, lors de conférences et pour des entreprises.

## Récompenses
Goyal reçoit le prix Neelam Kanga de la National Association for the Blind, en Inde, en janvier 2016 et le prix de la "Superwoman of the Year" décerné par ABP News en mars 2018.

## Recherche et publications
Goyal co-écrit un rapport pour Human Rights Watch, une organisation internationale de recherche et de défense des droits humains, intitulé Invisible victims of sexual violence: Access to justice for women and girls with disabilities in India,. Le rapport examine les défis auxquels sont confrontées les femmes et les filles handicapées qui ont survécu à la violence sexuelle lorsqu’elles ont recours à l’aide juridique et à la justice.

### Chapitres de livre
- (en) Ghai, Anita (editeur), Disability in South Asia : Knowledge and Experience, SAGE Publications, 2018 (lire en ligne), « Privilege or Marginalisation: Narrative of a Disability Rights Activist »
- (en) avec Janet Price, Disability in the Global South : The Critical Handbook, 2016, 613 p. (ISBN 978-3-319-42488-0, lire en ligne), « The Fluid Connections and Uncertain Spaces of Women with Disabilities: Making Links Across and Beyond the Global South »

### Des articles
- (en) « Dear non-disabled people, we are human beings and citizens too », The Telegraph India,‎ 3 décembre 2018 (lire en ligne)
- (en) « Denial of sexual rights: insights from lives of women with visual impairment in India », Reproductive Health Matters, vol. 25,‎ 2017, p. 138-146 (lire en ligne)
- « Why does the women's rights movement marginalise women with disabilities? », The Guardian,‎ 7 septembre 2016 (lire en ligne)